# Elias Aslaksen

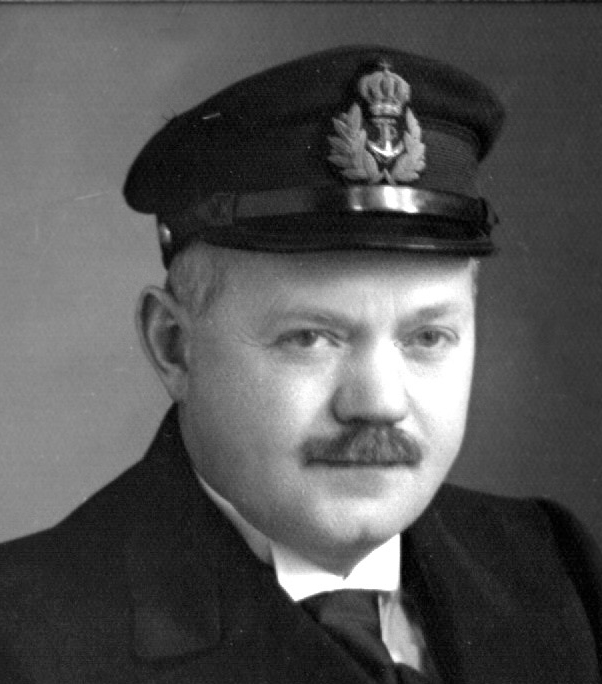
Elias Aslaksen

Elias Aslaksen (* 19. April 1888 in Christiania; † 10. Mai 1976 in Hønefoss, Norwegen) war ein norwegischer Prediger und von 1943 bis zu seinem Tod im Jahr 1976 der weltweit verantwortliche Leiter der evangelischen Laienbewegung, die später in der Brunstad Christian Church aufging (in Deutschland als Die Christliche Gemeinde bekannt).

## Leben
Elias Aslaksen wurde in eine wohlhabende Mittelstandsfamilie geboren. 1908 kam er mit Johan Oscar Smith in Kontakt. Aslaksen war zu dieser Zeit Kadett der Kriegsschule und verrichtete seinen Dienst in der Marine. Er schloss die Seekriegsschule 1910 als bester Schüler der norwegischen Schulgeschichte ab. Doch schon bald schied er freiwillig aus und beendete so die Karriere, bevor sie überhaupt begonnen hatte.
Aslaksen wollte als Missionar nach China reisen, doch nach einem Briefwechsel mit Smith beendete er eine von ihm besuchte Bibelschule in England und zog wieder nach Norwegen. Von 1914 bis 1918 wurde er als „Neutralitätswache“ eingezogen und segelte für die Marine hauptsächlich im Südosten Norwegens. Seine Familie wohnte zu dieser Zeit in Fredrikstad. Er war während seiner Landgänge ein sehr aktiver Missionar. Oft durfte er in anderen Versammlungen auftreten und verkündete seine Glaubenslehre. Dadurch gewann man schon anfangs viele Interessierte aus anderen Glaubensgemeinschaften.
Elias Aslaksen war auch Auslandsmissionar. Er sprach deutsch, englisch und französisch. Diese Fächer unterrichtete er auch als Lehrer in der Schule.